# Beno Meier
Beno Meier (* 1949 in Luzern) ist ein Schweizer Lehrer (Altphilologe) und Schriftsteller.
Meier promovierte 1986 an der Universität Basel mit einer Arbeit über Gregor von Nazianz’ Über die Bischöfe. Von 1976 bis 2012 war er Lehrer (Latein und Altgriechisch) an der Kantonsschule Olten. Im Knapp Verlag veröffentlichte er die belletristischen Werke Aphrodite ungeschminkt (2013) und Hera sieht rot (2016).